# انجمن نشنال جئوگرافیک

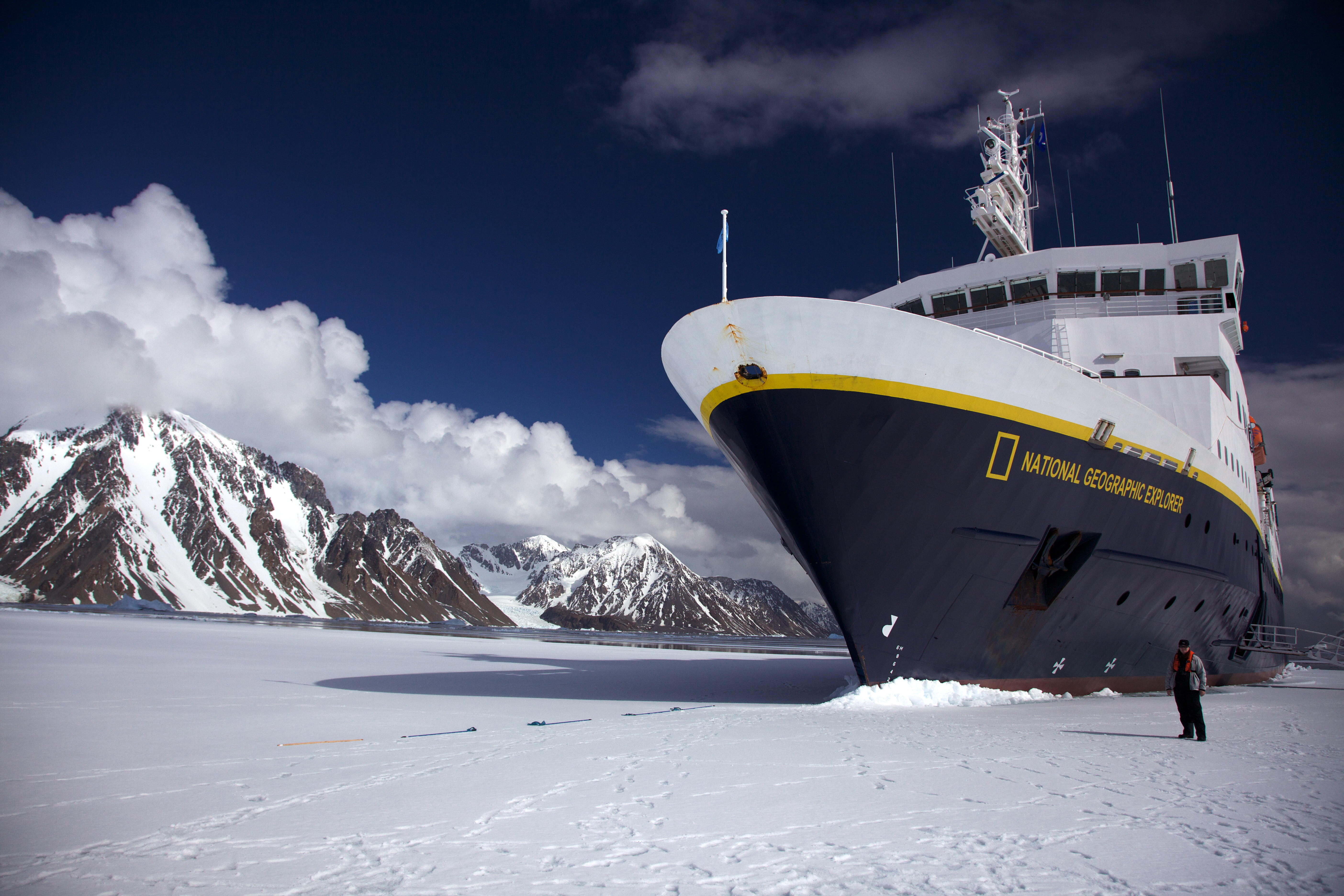
کاوشگر نشنال جئوگرافیک در حال بازدید از قطب جنوب

انجمن جغرافیایی ملی (به انگلیسی: The National Geographic Society)، نام سازمان مردم‌نهاد است که در ۱۳ ژانویه سال ۱۸۸۸ میلادی در ایالات متحده آمریکا تأسیس شد. هم‌اکنون انجمن جغرافیای ملی از بزرگ‌ترین سازمان‌های مردم‌نهاد در جهان است که هدف خود را بر شناساندن و پاسداری از محیط‌زیست، باستان‌شناسی، زیست‌شناسی و علوم جغرافیایی بنا کرده‌است.
جان ام. فاهی (John M. Fahey) یکی از رئیس های نشنال جئوگرافیک دربارهٔ هدف نشنال جئوگرافیک می‌گوید: «هدف ما تشویق مردم برای علاقه‌مند کردن آنان جهت توجه و مواظبت از سیاره‌شان است.»
گیلبرت گراونر دیگر پیشین هیئت مدیره بنیاد نشنال جئوگرافیک نشان افتخار آزادی رئیس‌جمهوری سال ۲۰۰۵ را برای «رهبری آموزش جغرافیا» دریافت کرد.

## پیدایش
بنیاد نشنال جئوگرافیک در ۲۷ ژوئن سال ۱۸۸۸ (تیرماه ۱۲۶۷) توسط ۳۳ دانشمند و جهانگرد که علاقه‌مند به تشکیل انجمنی برای افزایش و گسترش دانش جغرافیا بودند در واشینگتن، دی.سی. تأسیس شد.
یکی از مؤسسان این بنیاد «الکساندر گراهام بل» مخترع تلفن بود که پس از گاردینر گرین هابارد ریاست این مؤسسه را به عهده گرفت. ایده استفاده از نگاره در کنار مقالات که از عوامل اصلی محبوبیت این مجله به‌شمار می‌رود را «بل» ارائه داد. 
به این ترتیب از شماره ژانویه ۱۹۰۵ میلادی این نشریه از نگاره استفاده شد.

## ساختار مدیریت
بنیاد نشنال جئوگرافیک توسط ۲۳ عضو هیئت مدیره متشکل از گروهی از معلمین برجسته، دانشمندان، مقامات سابق دولتی و طرفداران محیط زیست، اداره می‌شود.

## مجله نشنال جئوگرافیک
انجمن جغرافیای ملی دارای مجله اختصاصی خود با نام نشنال جئوگرافیک (National Geographic) است که از سال ۱۸۸۸ میلادی و دقیقاً ۹ ماه پس از آغاز فعالیت انجمن، شروع به انتشار کرد و امروزه یکی از مشهورترین و پراعتبارترین مجلات مرتبط با علوم طبیعی در جهان است.

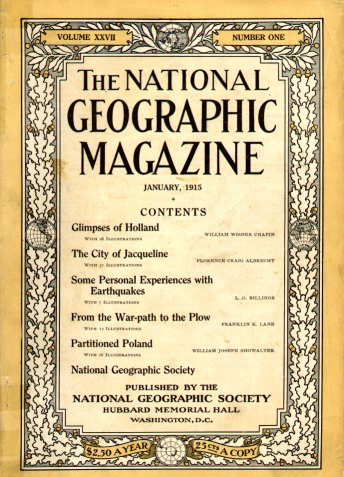
جلد مجله در سال ۱۹۱۵

این مجله ۳۶۰ میلیون نفر مشترک در سراسر جهان دارد و بوسیله علامت اختصاصی زرد رنگی در حاشیه جلد آن است به سرعت قابل شناسایی است. مجله نشنال جئوگرافیک هم‌اکنون به «۳۱زبان» در سرتاسر دنیا از جمله زبان فارسی در ایران با نام گیتانما منتشر می‌شود. مجله شامل مطالبی دربارهٔ جغرافی، معلومات عمومی، تاریخ جهان، فرهنگ، اتفاقات جاری جهان و عکاسی از اماکن و هر چیز دیگر در تمام گیتی است.
انجمن نشنال جئوگرافیک در کنار مجله اصلی، چهار گاهنامه دیگر نیز منتشر می‌کند:
- نشنال جئوگرافیک بچه‌ها (National Geographic Kids)
- نشنال جئوگرافیک مسافر (National Geographic Traveler)
- نشنال جئوگرافیک ماجراجویی (National Geographic Adventure)
- نشنال جئوگرافیک جهانگرد (National Geographic Explorer)

## مستندهای رسانه‌ای
تاکنون صدها گزارش ساخته نشنال جئوگرافیک از تلویزیون‌های سراسر جهان نشان داده شده‌اند. ساخته‌های جغرافیایی در ایالات متحده از سال ۱۹۶۴ در کانال سی‌بی‌اس و سپس در سال ۱۹۷۳ به کانال اِی‌بی‌سی (شرکت پخش رسانه‌ای آمریکا) راه یافت و در سال ۱۹۷۵ به پی‌بی‌اس منتقل شد. این سریال‌ها (مانند لوییس لیکی و جیکس کاستئو) داستان‌ها را در یک قالبی علمی بیان می‌کرد.
در سال ۱۹۹۷ انجمن جغرافیای ملی از طریق بخش اخبار ان‌بی‌سی و شبکه تلویزیونی و کانال نشنال جئوگرافیک (NGS) اقدام به پخش ماهواره‌ای برنامه برای بیننده‌های خود در سرتاسر جهان نمود.
از ساخته‌های برجسته نشنال جئوگرافیک می‌توان از فیلمی با شرکت هریسون فورد (Harrison Ford) که براساس یادداشتهای روزانه یک فرمانده نیروی دریایی روسی بود، نام برد.

یکی از کارهای ماندگار نشنال مستند زیبای رژه پنگوئن‌ها با کارگردانی لوک ژاکه و صدای مورگان فریمن در سال ۲۰۰۵ است. همچنین وب‌سایت نشنال جئوگرافیک شامل تولیدات چندرسانه‌ای، فیلم‌های کوتاه، و بهترین موسیقی‌ها است.

روی جلد لوح فشرده مستند رژه پنگوئن‌ها

## عکاسی حرفه‌ای

روی جلد مشهور نشنال جئوگرافیک. (ژوئن ۱۹۸۵) شربت گله (دختر افغان)، دختر چشم سبز ۱۲ ساله افغان. نگاره از Steve McCurry

نشنال جئوگرافیک برای درک بهتر مقالات و گزارش‌ها دربارهٔ مناظر گوشه کنار دنیا، تصمیم گرفت نگاره‌هایی با استانداردهای مخصوص خود داشته باشد.
در دهه ۱۹۳۰ لوئیز ماردن نویسنده و عکاس برجسته نشنال جئوگرافیک، نشریه را متقاعد کرد که اجازه دهند از دوربین‌های ۳۵ میلیمتری کوچک که بر روی دوربین‌های حجیم‌تر با شیشه‌های روکش‌دار و سه‌پایه سوار می‌شود استفاده کند.
نگاره‌های نشنال جئوگرافیک به سرعت جای خود را با عکس‌های قدیمی هم در صفحات مجله عوض کرد و این پاداش موفقیت او بود.
در سال‌های بعدی، همان زمانی که هنوز جلد مجله علامت زرد داشت، عکسی بزرگی که بسیار واضح و شفاف و بر روی کاغذ بلوطی چاپ شده بود، بهترین عکس ماه آمریکا شناخته شد.

## جنجال نام خلیج فارس
در سال ۲۰۰۴ میلادی، انجمن جغرافیای ملی در اطلس تازه‌ای که از جهان منتشر کرده بود، نسبت به اطلس پیشین خود تغییراتی را اعمال کرد. از جمله آن تغییرات، گنجاندن نام «خلیج عربی» در داخل پرانتز در مقابل نام «خلیج فارس» بود. همچنین در اطلس جدید، جزایر ابوموسی، تنب بزرگ و تنب کوچک که متعلق به کشور ایران است را «جزایر اشغال شده توسط ایران و مورد ادعای امارات» خوانده بود. این تصمیم جنجالی انجمن جغرافیای ملی، موجی از اعتراض ایرانیان داخل و خارج از کشور را برانگیخت.
نهایتاً با فشار و اعتراضات گسترده ایرانیان در سراسر جهان به اقدام انجمن جغرافیای ملی، مؤسسه نقشه‌های آنلاین خود را اصلاح کرد و عبارت «خلیج عربی» را که در داخل پرانتز در مقابل نام خلیج فارس گنجانده بود حذف کرد و به جای آن در مقابل نام خلیج فارس نوشت: «نامی که بیش از هر چیز برای این خلیج رایج بوده و در طول تاریخ به کار رفته، خلیج فارس است، هرچند برخی نیز آن را خلیج عربی می‌نامند».
این مؤسسه همچنین توضیحی را که پیشتر در مقابل نام سه جزیره ایرانی خلیج فارس قرار داده و آن‌ها را جزایر «اشغال شده توسط ایران و مورد ادعای امارات» خوانده بود را نیز حذف کرد. تغییر دیگری که مؤسسه جغرافیای ملی بر نقشه خلیج فارس خود اعلام کرد، حذف عبارت‌های «قیس» و «شیخ شعیب» به عنوان نام‌های عربی جزیره‌های کیش و لاوان بود. این تغییرات بعد از آن صورت گرفت که سخنگوی وزارت خارجه ایران اعلام کرد: «رئیس مؤسسه نشنال جئوگرافیک طی نامه‌ای به عذرخواهی پرداخته و اعلام آمادگی کرده‌است که «اشتباه» این مؤسسه را در مورد نام خلیج فارس جبران کند».
انجمن جغرافیای ملی به مناسبت این تغییرات با انتشار بیانیه‌ای اعلام کرد که این تغییرات در پی مشورت با مراجع دولتی، دانشگاهی و برخی سازمان‌ها و افراد صورت گرفته‌است.

## نژادپرستی
در طول تاریخ، نشنال جئوگرافی با نفوذ فوق‌العاده خود فقط برخوردهای نژادپرستانه را تقویت کرده‌است. تا دهه ۱۹۷۰ میلادی، این مجله، آمریکایی‌های غیر سفیدپوست را نادیده گرفته و بر اساس کلیشه‌های رایج، نژادهای مختلف را مانند یک گروه عجیب یا وحشی نشان داده است. برای نمونه در سال ۱۹۱۶ این نشریه بومیان استرالیا را «وحشی‌هایی با کمترین بهره هوش در میان انواع انسان‌ها» خطاب کرد. همچنین در نگاره‌های خود مرزبندی بین "ما و آنها" و "متمدن‌ها و غیرمتمدن‌ها" دیده می‌شود. مانند آمریکایی‌های غیر سفیدپوست که فقط به شکل کارگر و پیشخدمت نشان داده می‌شدند. از دیگر نمونه‌ها عدم اشاره به جنبش آپارتاید در آفریقای جنوبی است.

## دستکاری نگاره
این مجله در یکی از نسخ‌های سال ۱۹۸۲ نگاره‌ای از مجموعه اهرام جیزه مصر روی جلد را چاپ کرد که مشخص شد دستکاری شده و به این ترتیب نخستین رسوایی استفاده از ادوبی فوتوشاپ را برای این نشریه به همراه داشت.

## در ایران

### شبکه تلویزیونی فارسی
شبکه تلویزیونی نشنال جئوگرافیک از تاریخ ۲۳ مهر ۱۳۹۰ برابر با ۱۵ اکتبر ۲۰۱۱ کانال نشنال جئوگرافیک فارسی را نیز راه‌اندازی کرد.

## تعطیلی
این کانال ابتدا در تاریخ 1 مه 2013 تعطیل شد ، سپس پس از راه اندازی مجدد در 28 اوت 2017 ، دوباره در اول ژانویه سال 2020 با یک اطلاعیه کوتاه به زبان فارسی این شبکه خاموش گردید.

### عکاسان ایرانی
رضا دقتی عکاس شناخته‌شده ایرانی همکار نشنال جئوگرافیک است.
همچنین در شماره اوت مجله نشنال جئوگرافیک که مقاله اصلی خود را به ایران اختصاص داده بود نگاره‌هایی از نیوشا توکلیان عکاس ایرانی به چاپ رسید.

### وب‌گاه‌های رسمی
- National Geographic Online
- National Geographic Magazine Online
- National Geographic for Kids
- National Geographic News
- National Geographic Maps
- National Geographic Maps TOPO! Explorer
- MapMachine
- National Geographic Channel
- National Geographic Traveler
- National Geographic Museum at Explorers Hall